# Nysius groenlandicus
Nysius groenlandicus är en insektsart som först beskrevs av Zetterstedt 1838.  Nysius groenlandicus ingår i släktet Nysius och familjen fröskinnbaggar. Arten är reproducerande i Sverige. Inga underarter finns listade i Catalogue of Life.